# Cadel Evans Great Ocean Road Race Women
La Cadel Evans Great Ocean Road Race Women es una carrera de un día profesional femenina de ciclismo en ruta que se disputa en Geelang (Victoria, Australia) ininterrumpidamente desde 2015 (4 ediciones). Se disputa el último sábado de enero, una semana después de finalizar el Tour Down Under y un día antes la versión masculina. La prueba toma el nombre del ciclista australiano Cadel Evans, campeón del Tour de Francia y del Mundo, a modo de homenaje. Tiene versión femenina.
La primera edición se disputó en el año 2015 como prueba amateur. En 2016 pasó a la categoría 1.2 y desde el año 2018 ascendió a categoría 1.1.

## Palmarés
| Año                                       | Ganador              | Segundo              | Tercero               |           |
| ----------------------------------------- | -------------------- | -------------------- | --------------------- | --------- |
| Cadel Evans Great Ocean Road Race Women   |                      |                      |                       |           |
| 2015                                      | Rachel Neylan        | Valentina Scandolara | Tessa Fabry           |           |
| 2016                                      | Amanda Spratt        | Rachel Neylan        | Danielle King         |           |
| 2017                                      | Annemiek van Vleuten | Ruth Winder          | Mayuko Hagiwara       |           |
| 2018                                      | Chloe Hosking        | Gracie Elvin         | Giorgia Bronzini      |           |
| 2019                                      | Arlenis Sierra       | Lucy Kennedy         | Amanda Spratt         |           |
| 2020                                      | Liane Lippert        | Arlenis Sierra       | Amanda Spratt         |           |
| 2021                                      | cancelada            | cancelada            | cancelada             | cancelada |
| 2022                                      | cancelada            | cancelada            | cancelada             | cancelada |
| 2023                                      | Loes Adegeest        | Amanda Spratt        | Nina Buysman          |           |
| Deakin University Elite Women's Road Race |                      |                      |                       |           |
| 2024                                      | Rosita Reijnhout     | Dominika Włodarczyk  | Cecilie Uttrup Ludwig |           |
| Cadel Evans Great Ocean Road Race Women   |                      |                      |                       |           |
| 2025                                      | Ally Wollaston       | Karlijn Swinkels     | Noemi Rüegg           |           |

Nota: La edición 2015 fue amateur

## Palmarés por países
| País          | Victorias |
| ------------- | --------- |
| Australia     | 3         |
| Países Bajos  | 3         |
| Cuba          | 1         |
| Alemania      | 1         |
| Nueva Zelanda | 1         |